# Gregor Golobič
Gregor Golobič (ur. 20 stycznia 1964 w m. Novo mesto) – słoweński polityk, były minister nauki i szkolnictwa wyższego, lider partii Zares.

## Życiorys
Studiował filozofię na Uniwersytecie Lublańskim. W trakcie studiów został etatowym pracownikiem organizacji młodzieżowej przy Związku Komunistów Słowenii.
Od 1992 do 2001 zajmował stanowisko sekretarza generalnego rządzącej wówczas Liberalnej Demokracji Słowenii. W 2001 odszedł z polityki, rok później dokończył studia filozoficzne w Lublanie. Przez kilka lat pracował w spółce działającej w branży IT.
W 2007 ostatecznie odszedł z LDS, zakładając nową partię Zares, której został przewodniczącym. W wyborach z września 2008 uzyskał mandat do Zgromadzenia Narodowego, w listopadzie tego samego roku odszedł z parlamentu w związku z objęciem stanowiska ministra nauki i szkolnictwa wyższego w gabinecie Boruta Pahora. Z rządu odszedł w 2011 po rozpadzie koalicji. W tym samym roku nie został ponownie wybrany do parlamentu, a w 2012 przestał kierować partią.